# バルセロナ万国博覧会 (1888年)

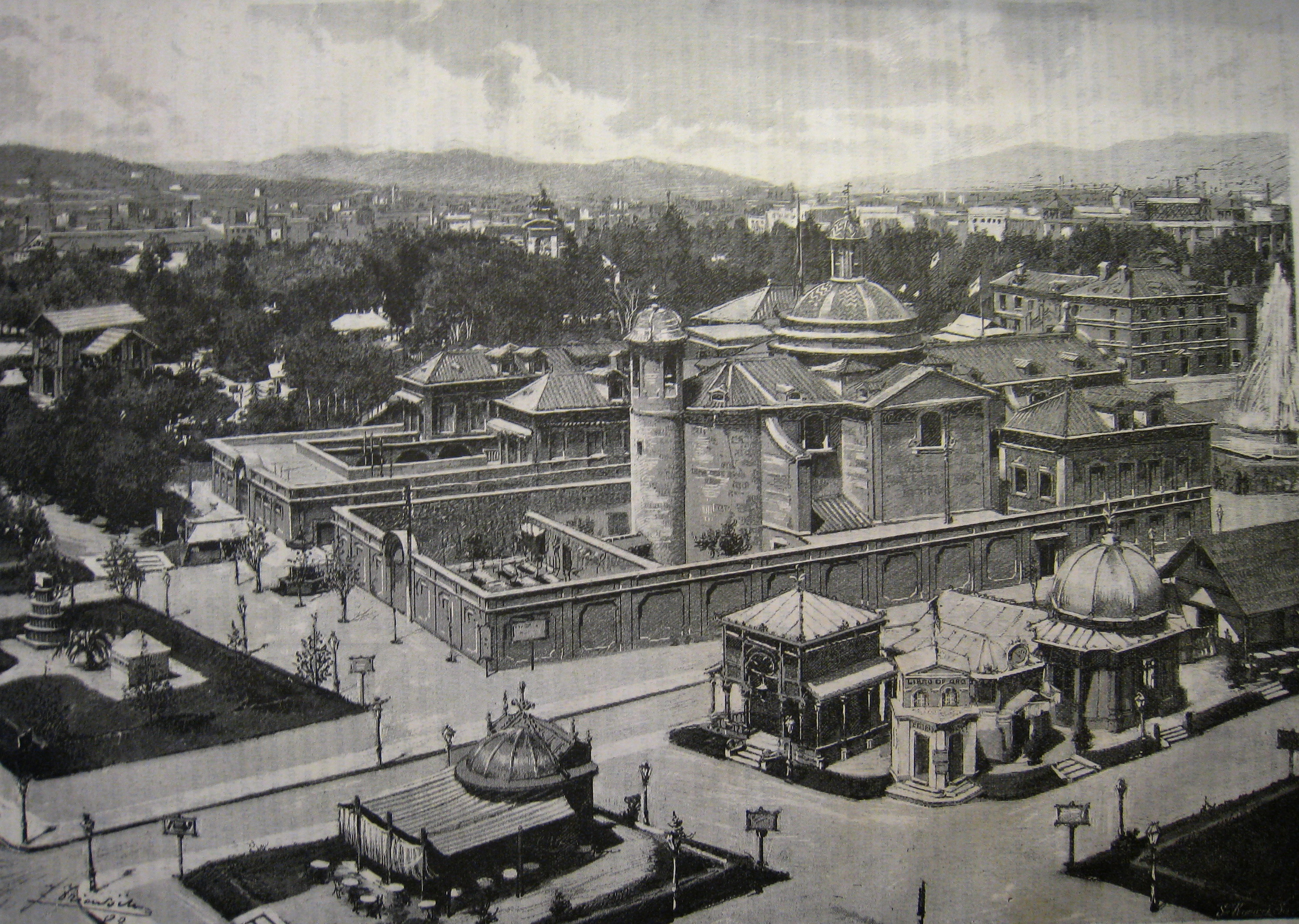
シウタデリャ公園のパヴィリオン

1888年のバルセロナ万国博覧会（バルセロナばんこくはくらんかい, カタルーニャ語:Exposició Universal de Barcelona 1888, Expo 1888）は、1888年4月8日から12月10日までスペインのバルセロナで開催された国際博覧会である。30ヶ国が参加し、会期中230万人が来場した。要塞の跡地が博覧会場になった。

## 施設
建築家アリアス・ルジェント（en）、ドゥメナク・イ・ムンタネーが主な施設を設計した。アントニ・ガウディは大西洋横断会社（グエイ家の関係）のパビリオン（カディスの海洋博覧会のものを移築）の改築を担当し、また、人工の滝・池のデザインに参加したと言われる。

### 現状
会場への入口として建てられた凱旋門（Arc de Triomf）があり、会場跡地は緑豊かなシウタデリャ公園（要塞の意味）となっている（園内に動物園や州議会議事堂もある）。
博覧会施設として、ムンタネーが設計したレストランが残っており、自然研究所（Laboratori de Natura）が使用している。

## その他
- 万博開催と同年、海の彼方を指さすコロンブス像を置いたコロンブスの塔（en）が竣工した（1888年）。
- 万博会場の周辺整備で、1876年青物卸売市場ボルンが建設された。その後は市の中央市場となり、1971年まで使用された。修復を受けて、2013年にボルンカルチャーセンター（El Born Centre Cultural）に生まれ変わった。
- 博覧会の年、11歳のパブロ・カザルスが、市立音楽学校で学ぶため大都会バルセロナに初めて出てきた。